# 분비나무
분비나무(학명: Abies nephrolepis)는 한반도·중국 북동부·동시베리아 등지에 분포하는 상록침엽수로 고산지대에서 자란다. 높이 25m, 지름 75cm에 달한다. 새가지에 갈색 털이 있고 겨울눈은 다갈색이며 털이 없고 수지가 약간 묻는다. 잎은 선형(線形)으로 어린 가지에서는 끝이 갈라지고 뒷면이 백색이다. 암꽃이삭은 서고 자줏빛이 돌며 포는 끝이 약간 보일 정도이다. 구과(毬果)는 난상 타원형이고 길이 4-5.5cm, 지름 2-2.5cm이며 녹갈색이고 뾰족한 돌기가 있다. 종자는 삼각형이고, 날개가 있다. 목재는 가볍고 연하므로 펄프용재로 쓴다.